# Jegor Semjonowitsch Strojew

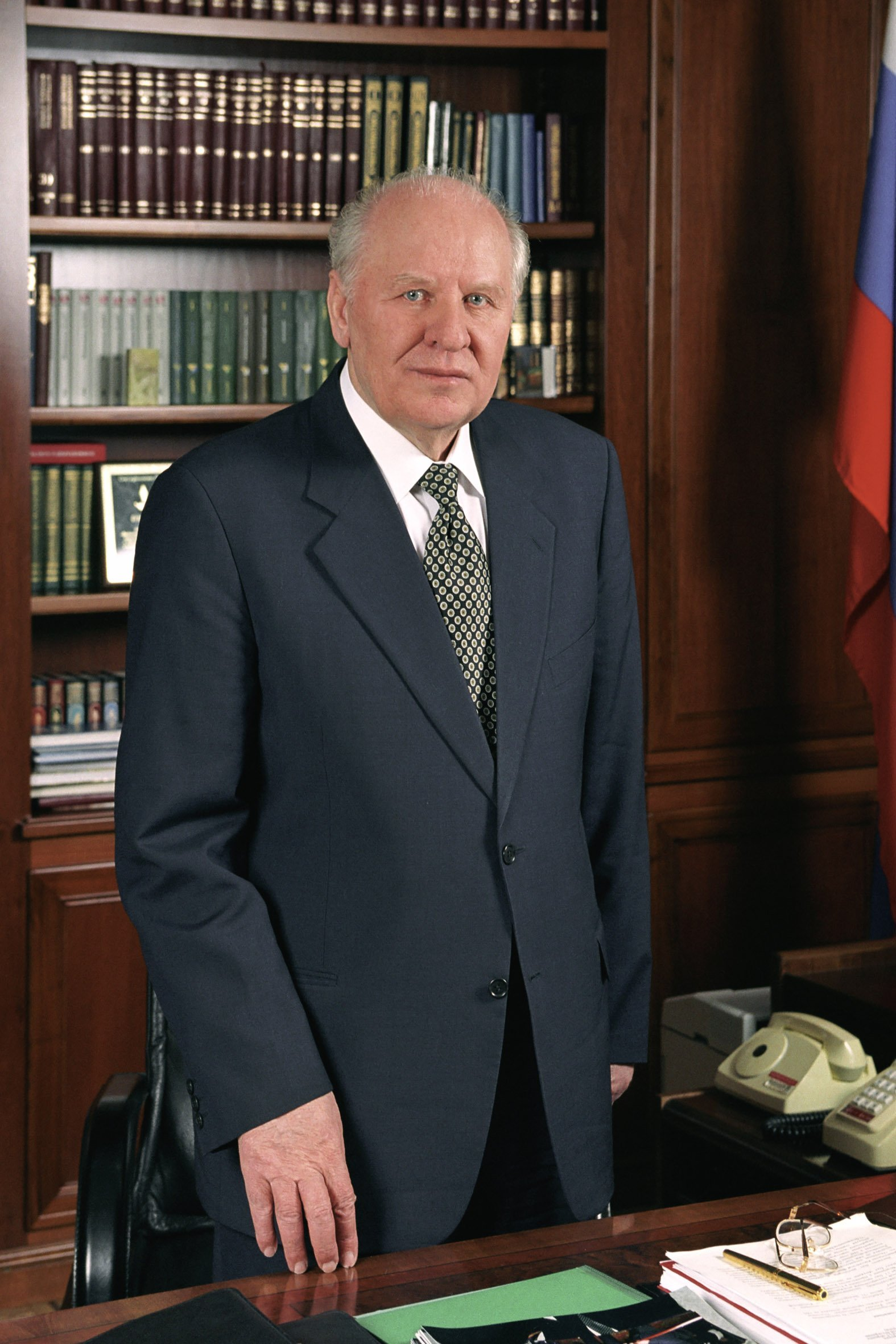
Jegor Strojew, 1996

Jegor Semjonowitsch Strojew (russisch Егор Семёнович Строев; * 25. Februar 1937 in Dudkino, Oblast Orjol) ist ein russischer Politiker.

## Leben
Nach einer Parteikarriere in Orjol wurde Strojew 1986 Mitglied des Zentralkomitees der Kommunistischen Partei der Sowjetunion (KPdSU). Von 1989 bis 1991 war er Mitglied des Sekretariats des Zentralkomitees der KPdSU und verantwortlich für die Landwirtschaftspolitik. Gleichzeitig war er seit 1990 Mitglied des Politbüros der Partei. Nach dem Verbot der KPdSU 1991 war Strojew zwei Jahre lang als Direktor des Russischen Instituts für Auswahl und Zucht von Obstkulturen in Orjol tätig.
Seine Rückkehr in die Politik begann 1993, zunächst auf dem Posten des Leiters der Verwaltung der Oblast Orjol und ab 1996, nachdem die Oblast in ein Föderationssubjekt umgewandelt wurde, als deren Gouverneur. Auf diesem Posten wurde Strojew in den Jahren 1997 und 2001 wiedergewählt sowie am 23. April 2005, nach der Änderung der Berufungsprozedur der Gouverneure, gemäß dem Vorschlag des damaligen russischen Präsidenten Putin von der Orjoler Abgeordnetenversammlung einstimmig im Amt bestätigt.
Im Januar 1996 wurde Strojew zum Vorsitzenden des russischen Föderationsrates gewählt. In dieser Funktion hat er am 18. September 2000 zusammen mit Kurt Biedenkopf den Gründungsvertrag zur Deutsch-Russischen Freundschaftsgruppe unterzeichnet. Nach der Reform des Rates im Jahre 2001 wurde er auf seinem Posten von Sergei Mironow abgelöst, jedoch gleichzeitig zum Ehrenvorsitzenden dieser Kammer ernannt. Seit dem 26. November 2005 ist er Mitglied der Partei Einiges Russland.
Am 16. Februar 2009 wurde Strojew auf eigenen Wunsch vom russischen Präsidenten Medwedew von seinen Amtspflichten als Gouverneur entbunden und am 14. März auf Vorschlag seines Nachfolgers im Amt des Gouverneurs, Alexander Koslow, als Vertreter der Exekutive der Oblast Orjol in den Föderationsrat gewählt. Strojew löste damit seine Tochter Marina Georgijewna Rogatschowa ab, die diesen Posten vom 26. Mai 2004 bis 16. Februar 2009 innehatte. 2013 wurde er zum Mitglied der Russischen Akademie der Wissenschaften gewählt.